# Na Corda Bamba
Na Corda Bamba é um filme brasileiro de 1957 do gênero "Comédia Musical", dirigido por Eurides Ramos, com produção de Oswaldo Massaini para a Cinedistri. Números musicais e de dança (dirigidos por Hélio Barroso) com Elizete Cardoso, Monsueto Menezes, Walter d'Ávila e as Melindrosas, e Arrelia. Fundo musical e orquestração de Radamés Gnatalli.

## Elenco
- Arrelia...Arrelia Pacífico de Oliveira Sossegado
- Zé Trindade...Zé Trindade
- Ema d'Ávila...Baronesa Zaíra
- Theresa Amayo... Luiza
- Roberto Duval... Botazzo
- Solange França... Carolina
- Moacyr Deriquém...Walter
- Wilson Grey...Inácio
- Ferreira Leite... Padre Mateus
- Íris Del Mar...Clara
- Rodolfo Arena
- Marilene Silva...Sofia

## Sinopse
Uma baronesa de um país cigano chama o afinador de pianos Arrelia que acha um valioso colar dentro do instrumento dela e distraidamente o coloca no pescoço enquanto trabalha. A empregada doméstica Sofia que trabalha para uma dupla de nobres ladrões estrangeiros do mesmo país da baronesa e que querem roubar o colar, avisa os comparsas, que imediatamente começam a perseguir e assustar Arrelia para pegarem a jóia. O colar acaba sendo achado por Trindade, sobrinho de criação que mora com Arrelia, que, sem saber, o dá de presente para uma sambista. A peça vai passando de mão em  mão para desespero de Arrelia que tenta de todas as formas recuperá-lo e devolvê-lo à baronesa e se livrar dos ladrões que estão em seu encalço.